# انهتاك المحوار

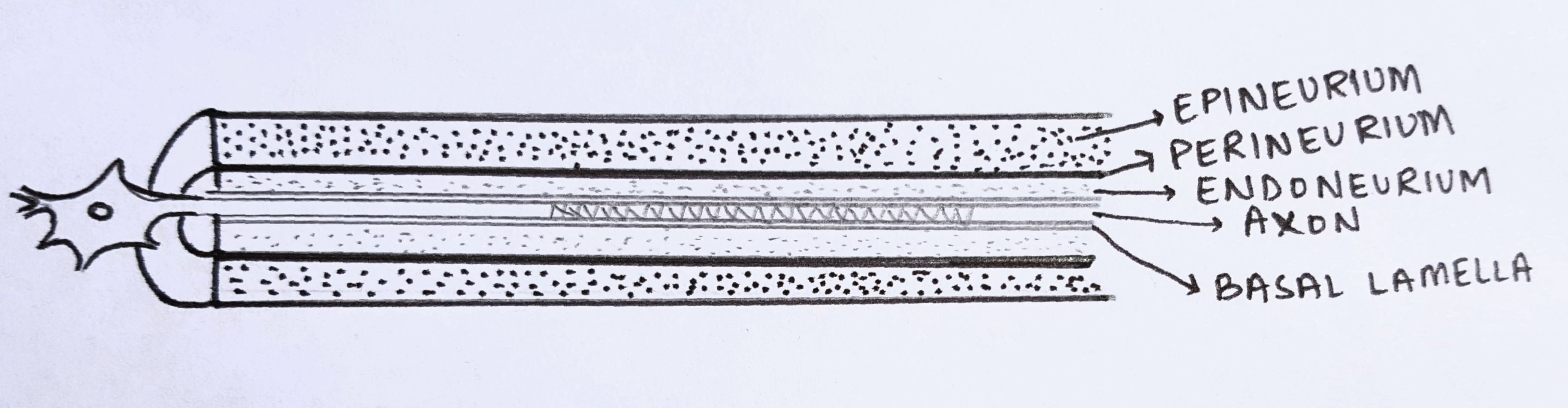
انهتاك المحوار لأحد الأعصاب

انهتاك المحوار أو تهتك المحوار (بالإنجليزية: axonotmesis)‏ هي إصابة العصب المحيطي لأحد أطراف الجسم وهو مصطلح يصف مجموعة من إصابات الأعصاب المحيطية التي تكون أكثر شدة من الإصابة البسيطة، مثل تلك التي تؤدي إلى تعذر الأداء العصبي، ولكنها أقل شدة من تهتك العصب. تتضرر المحاور العصبية وغلافها الميالين في هذا النوع من الإصابات، ولكن غمد الليفة العصبية وظهارة الحزمة العصبية وغمد العصب تظل سليمة. تُفقد الوظائف الحركية والحسية البعيدة عن نقطة الإصابة تمامًا بمرور الوقت مما يؤدي إلى تنكس واليرياني بسبب نقص التروية أو فقدان إمداد الدم. عادةً ما يكون تمزق المحور العصبي نتيجة لرضة أو كدمة أكثر شدة من تعذر الأداء العصبي.
يتبع تمزق المحور العصبي بشكل أساسي إصابة تمدد. يمكن أن تؤدي إصابات التمدد هذه إما إلى خلع المفاصل أو كسر أحد الأطراف، مما يؤدي إلى قطع الأعصاب الطرفية. إذا لم يتم ملاحظة الألم الحاد من المحور العصبي المكشوف، فيمكن للمرء تحديد إصابة عصبية من الأحاسيس غير الطبيعية في الطرف. قد يطلب الطبيب اختبار سرعة التوصيل العصبي (NCV) لتشخيص المشكلة تمامًا. إذا تم تشخيصها على أنها إصابة عصبية، فإن تخطيط كهربية العضلات الذي يتم إجراؤه بعد 3 إلى 4 أسابيع يُظهر علامات على زوال التعصيب والرجفان، أو اتصالات وانقباضات غير منتظمة للعضلات.

## تصنيف للإصابة
هناك نوعان من تصنيفات إصابات الأعصاب:
| Seddon             | Sunderland |
| ------------------ | ---------- |
| تعذر الأداء العصبي | Grade I    |
| انهتاك المحوار     | Grade II   |
| تهتك العصب         | Grade III  |
| تهتك العصب         | Grade IV   |
| تهتك العصب         | Grade V    |

تصنيف سندرلاند للمرحلة الثانية
أنبوب غمد الليفة العصبية يظل سليمًا
ظهور تنكس واليرياني
يمكن اكتشافه من خلال علامة تينيل
تصنيف سندرلاند للمرحلة الثالثة
أنبوب غمد الليفة العصبية تالف
ظهارة الحزمة العصبية تظل سليمة
يحدث تندب
يحدث تليف داخل الحزمة بسبب الوذمة
تصنيف سندرلاند للمرحلة الرابعة
ظهارة الحزمة العصبية تالفة
غمد العصب يظل سليمًا
قد يحدث ورم عصبي
تتطلب الجراحة للعلاج

## العلاج
توفر خلايا شوان للعصب الحماية من خلال إنتاج عوامل نمو الأعصاب، ولأن هذه الخلايا سليمة، يمكن علاج هذا النوع من إصابة الأعصاب واستعادة الشعور والأحاسيس الطبيعية. يمكن إجراء الجراحة لمساعدة العصب على الالتئام. ستساعد الجراحة في تجديد الأعصاب، وتوفير التوجيه لبراعم الأعصاب حول مكان الارتباط على الجانب القريب من الإصابة. يمكن أن تلتحم محاور الأعصاب التالفة مرة أخرى بعد الجراحة.  يتكون علاج انهتاك المحور العصبي أيضًا من:
العلاج الطبيعي (الفيزيائي) أو العلاج المهني. تشمل أهداف العلاج الطبيعي أو المهني ما يلي:
- تسكين الآلام

- الحفاظ على نطاق الحركة

- تقليل ضمور العضلات

- تثقيف المريض

استخدام الأجهزة المساعدة (الاحتياجات التقويمية)

## المآل
عادةً ما يكون المآل جيدًا فيما يتعلق بالتعافي. يعتمد معدل التعافي على المسافة من موقع الإصابة، ويمكن أن يصل معدل تجدد المحور العصبي إلى 1 بوصة شهريًا. يمكن أن يستغرق التعافي الكامل من 6 أشهر إلى عام.